# Våta vingar
Våta vingar är Björn J:son Lindhs åttonde studioalbum, utgivet 1980 på Sonet Records. Skivan utgavs också av Sonet i en engelskspråkig version i Storbritannien och USA med titeln Wet Wings. År 1986 utkom albumet på CD på Sonet och året efter i USA på Gazell Records.

## Produktion
Albumet spelades in och mixades i Metronome studio i augusti 1979 samt januari och mars 1980, undantaget "Träskkonserten" som spelades in i Ralph Lundstens Adromeda Studio i mars 1979 med överdubbning i Metronome studio i januari 1980. Albumet producerades av J:son Lindh och Rune Öfwerman. Janne Hansson var ljudtekniker och mixade också albumet tillsammans med J:son Lindh.
Omslagsfotot föreställandes J:son Lindh sittande i en stol togs av Anders Östlund. För fotot i skivans inlaga svarade Kristian Mikael Olesen. Inger Widoff stod för art direction och albumet designades av Frecklebox.

## Låtlista
Svenska utgåvan
Sida A
1. Brusa högre lilla å – 4:19
2. Träsketyd – 1:17
3. Esther Williams (uvertyr) – 3:48
4. Träskkonserten – 4:45
5. Vissa nätter (fandango) – 5:55

Sida B
1. In i dimman – 3:21
2. J:sons hundar – 4:48
3. Elastisk kärleksvisa – 4:22
4. Desertörjubiléet – 4:33
5. Våta vingar flyger tungt – 5:23

Brittiska och amerikanska utgåvan
Sida A
1. Sing Louder Little River – 4:19
2. Swamp Etude – 1:17
3. Esther Williams (Overture) – 3:48
4. The Swamp Concerto – 4:45
5. Certain Nights (Fandango) – 5:55

Sida B
1. Into the Fog – 3:21
2. J:son's Hounds – 4:48
3. Elastic Love Song – 4:22
4. Deserter's Jubilee – 4:33
5. Wet Wings – 5:23

## Medverkande musiker
Brusa högre lilla å
- Stefan Brolund – bas
- Björn J:son Lindh – piano, synth
- Per Lindvall – trummor
- Janne Schaffer – gitarr
- Sveriges Radios symfoniorkester – stråkar

Träsketyd
- Björn J:son Lindh – piano

Esther Williams (uvertyr)
- Annica Boller – bakgrundssång
- Stefan Brolund – akustisk bas
- Björn J:son Lindh – piano, flöjt
- Stefan Nilsson – synth
- Roger Palm – trummor, slagverk
- Janne Schaffer – gitarr

Träskkonserten
- Björn J:son Lindh – keyboards, synth
- Roger Palm – trummor
- Janne Schaffer – elgitarr

Vissa nätter (fandango)
- Stefan Brolund – akustisk bas
- Björn J:son Lindh – elpiano, flöjt
- Per Lindvall – trummor
- Palle Mikkelborg – trumpet, flugelhorn
- Stefan Nilsson – synth
- Janne Schaffer – elgitarr

In i dimman
- Stefan Brolund – akustisk bas
- Björn J:son Lindh – blockflöjt, altflöjt
- Per Lindvall – trummor
- Palle Mikkelborg – flugelhorn
- Janne Schaffer – gitarr
- Sveriges Radios symfoniorkester – stråkar
- Christian Veltman – elbas

Jsons hundar
- Stefan Brolund – elbas
- Björn J:son Lindh – flöjt, synth
- Per Lindvall – trummor
- Janne Schaffer – elgitarr
- Sveriges Radios symfoniorkester – stråkar

Elastisk kärleksvisa
- Stefan Brolund – akustisk bas
- Björn J:son Lindh – elpiano, flöjt
- Per Lindvall – trummor
- Janne Schaffer – gitarr

Desertörjubiléet
- Stefan Brolund – elbas
- Björn J:son Lindh – flöjt
- Per Lindvall – slagverk
- Stefan Nilsson – elpiano, synth
- Roger Palm – trummor
- Janne Schaffer – gitarr

Våta vingar flyger tungt
- Annica Boller – bakgrundssång
- Stefan Brolund – bas
- Björn J:son Lindh – elpiano, flöjt
- Stefan Nilsson – synth
- Roger Palm – trummor
- Janne Schaffer – gitarr
- Leif Strands kammarkör – kör

## Övriga medverkande
- Frecklebox – desgin
- Janne Hansson – ljudtekniker, mixning
- Björn J:son Lindh – producent, mixning
- Kristian Mikael Olesen – foto
- Rune Öfverman – producent
- Inger Widoff – art direction
- Anders Östlund – foto

Listplaceringar
| Lista (1980) | Position |
| ------------ | -------- |
| Sverige      | 46       |